# Петрова, Мария Григорьевна (депутат)
Мари́я Григо́рьевна Петро́ва (28 марта 1938, Аксаркино, Медведевский район, Марийская АССР, РСФСР, СССР — 12 сентября 1981, Сенькино, Медведевский район, Марийская АССР, РСФСР, СССР) — доярка Марийской государственной сельскохозяйственной опытной станции (1961—1981). Депутат Верховного Совета СССР 8-го созыва (1970—1974). Делегат XXVI съезда КПСС (1981).

## Биография
Родилась 28 марта 1938 года в деревне Аксаркино ныне Медведевского района Марий Эл в многодетной крестьянской семье. 
Образование — 7 классов, в 1952 году окончила Шойбулакскую среднюю школу в родном районе.
По окончании школы — рабочая дорожно-эксплуатационного участка, с 1957 года — разнорабочая, доярка молочно-товарной фермы колхоза имени М. Горького, в 1961—1981 годах — доярка Марийской госсельхозопытной станции. В 1970-х годах признавалась лучшим животноводом Марийской АССР.
В 1970—1974 годах избиралась депутатом Верховного Совета СССР 8-го созыва. В 1981 году была делегатом XXVI съезда КПСС.
За достижения в области животноводства награждена орденами Трудового Красного Знамени, Октябрьской Революции, «Знак Почёта» и медалями. 
Ушла из жизни 12 сентября 1981 года в деревне Сенькино Медведевского района Марийской АССР РСФСР. 

## Трудовые награды
- Орден Октябрьской Революции (06.09.1973)[2]
- Орден Трудового Красного Знамени (1966)[2]
- Орден «Знак Почёта» (1981)[2]
- Медаль «За доблестный труд. В ознаменование 100-летия со дня рождения Владимира Ильича Ленина» (27.03.1970)
- Серебряная медаль ВДНХ (1970)

## Память
Доярка Марийской сельхозопытной станции, депутат Верховного Совета СССР М. Г. Петрова изображена на портрете заслуженного художника России Ю. С. Белкова, написанном в 1970 году и хранящемся в изобразительном фонде Национального музея Республики Марий Эл имени Т. Евсеева. «Портрет знатной доярки М. Г. Петровой» Ю. С. Белкова экспонировался на выставке «Произведения художников автономных республик РСФСР» в Москве в 1971 году. 